# Riehen
Riehen (gsw. Rieche) – szwajcarska gmina (niem. Einwohnergemeinde) w kantonie Bazylea-Miasto, jedna z trzech gmin wchodzących w skład tego kantonu; poza Riehen są to miasto Bazylea i gmina Bettingen. Leży ona w pobliżu granicy Szwajcarii z Niemcami i Francją. Na jej terenie znajduje się muzeum zabawek (Museum für Kultur und Spiel) i Muzeum Sztuki Fundacji Beyeler'a.

## Współpraca
Miejscowość partnerska:
- Val Terbi, Jura